# مرسدس-بنز کلاس-جی‌ال‌اس
مرسدس-بنز کلاس-جی‌ال‌اس (به انگلیسی: Mercedes-Benz GLS-Class) خودرویی از محصولات مرسدس-بنز است که از سال ۲۰۰۶ تا کنون تولید شده‌است. طراحی آن موتور جلو-تمام چرخ متحرک بوده؛ طول آن در حالت طبیعی ۵٬۰۸۵ میلیمتر (۲۰۰٫۲ اینچ) ، عرض آن در حالت طبیعی ۱٬۹۲۰ میلیمتر (۷۵٫۶ اینچ) و ارتفاع آن در حالت طبیعی ۱٬۸۴۰ میلیمتر (۷۲٫۴ اینچ) است. سیستم جعبه‌دندهٔ آن ۷ دنده به صورت خودکار است.